# Gare d'Obigies
La gare d'Obigies est une ancienne halte ferroviaire belge de la ligne 87, de Bassilly à Renaix et Tournai située à Obigies, ancienne commune celle de Pecq, en région wallonne dans la province de Hainaut.
Elle est mise en service en 1884 par les Chemins de fer de l’État belge et fermé en 1950 aux voyageurs. Le bâtiment des voyageurs de type 1893, construit en 1912, est reconverti en habitation.

## Situation ferroviaire
Établie à 15 m d'altitude, la gare d'Obigies était située au point kilométrique (PK) 6.0 de la ligne 87, de Bassilly à Tournai (PK 0.0 en gare de Tournai), entre la gare de Kain et le point d'arrêt de Léaucourt,.

## Histoire
Le 1er novembre 1882, l'administration des chemins de fer de l'État belge met en service la section de Pecq à Tournai. La gare de Pecq est déjà en service depuis le 5 juin de la même année, tout comme la section menant à Renaix, suivie le 30 décembre 1883 par l'ouverture de la ligne de Tournai à Rumes (frontière), qui se prolonge en France par la ligne vers Pont-de-la-Deûle (près de Douai). Ce chemin de fer régional correspond à un ancien projet de relier par train Anvers à Douai. Censé être un axe majeur des échanges entre la France, la Belgique et les Pays-Bas, ce chemin de fer accumule les retards et subit les revers de fortune de ses propriétaires successifs. Les lignes de cette concession privée, rachetée par l’État en 1870, ouvrent finalement entre 1875 et 1885 et ne verront jamais se matérialiser les trafics prometteurs escomptés dans les années 1860. La section de Tournai à Renaix aura cependant un rôle dans le développement de l'industrie textile de ces deux villes.
Lors de l'ouverture de la section entre Pecq et Tournai, aucun arrêt n'existe sur les 9 km séparant ces deux gares. À titre d'essai, un point d'arrêt est instauré le 15 juin 1884 au passage à niveau de la rue des Près, en face de la drève du château de Flines. La billetterie de cet arrêt réservé aux voyageurs est assurée par la garde-barrière,. L'essai se montre concluant et une halte verra également le jour à Kain, avec un bâtiment en briques. Les maraîchers, les producteurs de betteraves sucrières mais aussi la brasserie et la sècherie de chicorée réclament l'ajout d'installations pour y charger et décharger les marchandises.
À l'inverse de Kain, Obigies ne comporte pas de salle d'attente pour les voyageurs, et ce même après sa conversion en halte avec la création d'installations pour le déchargement de marchandises, qui a lieu le 1er avril 1896 ; huit trains de voyageurs et deux de marchandises desservent alors quotidiennement Obigies. Un bureau de télégramme est adjoint à la maison de garde-barrière en 1903 ; des réclamations sont adressées dès 1899 au ministre des Chemins de fer, Postes et Télégraphes pour qu'Obigies dispose d'un bâtiment avec habitation pour le chef de gare et une salle d'attente pour les voyageurs, eu égard à l'importance du nombre de passagers. Le bâtiment est finalement érigé en 1912, avec un prix estimé à 25 000 francs et complété par un quai et une cour pavée en 1913. Organisée le 17 avril 1912 à la Bourse de Bruxelles, l'adjudication pour le bâtiment des recettes de la halte d'Obigies incluait également ceux des haltes de Cambron-Cambron-Casteau, Pipaix et Meslin-l'Évêque, quatre bâtiments identiques de par leurs dimensions et leurs matériaux mais à la disposition inversée pour les deux derniers. L'adjudication incluait la construction d'un auvent vitré mais aucune photographie ne confirme la présence de cet élément à Obigies.
Le bâtiment sera occupé par les Allemands durant la Première Guerre mondiale.
Au début de l'année 1932, une ligne d'autobus privée est mise en service par un autocariste, Achille Roman, en suivant la ligne ferroviaire entre Tournai et Renaix, la loi n'imposant à cette époque qu'une autorisation royale malgré la concurrence avec la ligne ferroviaire,.
Au début de la guerre, la ligne d'autobus Tournai - Renaix est supprimée. Le permis de l'autocariste étant arrivé à son terme en 1942, la Société nationale des chemins de fer belges (SNCB) en réclame après la guerre en 1946 la concession, étant prioritaire vu que la ligne longue une ligne ferroviaire. L'autocariste historique Achille Roman est cependant chargée d'exploiter la ligne et devient donc fermier de la SNCB. L'ancienne ligne privée devient alors un service complémentaire d'autobus de la SNCB (les « bus verts ») mais est limitée au parcours Tournai - Escanaffles,,.
Victimes de la concurrence des autobus, de la multiplication des automobiles individuelles et du tarissement des marchandises sur la section Tournai - Renaix, les trains disparaissent de la ligne 87 qui ferme aux voyageurs en novembre 1950. Le trafic des marchandises devient très occasionnel entre Kain et Mont-de-l'Enclus ; un dernier trafic est celui des pigeons de course jusqu'en 1960.
Le service du dépôt des colis et de la remise à domicile reste assuré jusqu'à la fin de l'année 1964. Au cours du mois d'avril 1965, un train de chantier avec un wagon-grue tracté par une locomotive type 64 est chargé de retirer les rails. Des bulldozers terminent le travail.
Contrairement à plusieurs des bâtiments de la gare de la ligne, celui d'Obigies n'est pas démoli. Il reste occupé par la famille de Joseph Biltresse, le chef de gare depuis mars 1928. Racheté en 1993 par sa petite-fille, il reste habité par la famille jusqu'à ce jour.

## Patrimoine ferroviaire
Construit en 1912-1913, le bâtiment de la gare est conservé en état proche de l'origine. Appartenant au plan type 1893, un bâtiment standardisé construit pour les haltes des Chemins de fer de l'État belge dont les dimensions, la forme des fenêtres et les matériaux de la façade pouvaient varier d'une gare à l'autre ; il se reconnaît à son corps de logis à quatre fenêtres. À Obigies, l'aile contenant la salle d'attente et le magasin des colis est positionné à droite du corps de logis et comporte un total de six travées (variante D6). Les ouvertures du bâtiment sont à arcs bombés, la façade est en briques rouges rythmée par six bandeaux de pierre calcaire regroupés par deux, avec un soubassement en pierres de taille hexagonales et une frise en carreaux de céramique sous la charpente de l'étage supérieur,. Les murs transversaux, dépourvus de fenêtres, portent le nom de la gare sur une pierre gravée et une aile de service en L où se trouvaient les dépendances et les WC prolonge la gare en direction de Kain. L'ancien quai, prévu pour la double voie, sert de jardin depuis la disparition des rails. Sur les quatre bâtiments de gare adjugés simultanément en avril 1912, Obigies est le seul à avoir été conservé jusqu'à ce jour.
La maison de garde-barrière, qui a occupé les fonctions de halte avant 1912, est toujours visible. Agrandie du temps du chemin de fer, elle a fait l'objet d'extensions ultérieures et sert d'habitation. La commune d'Obigies compte une autre maison de garde-barrière, près du cimetière, appartenant à un plan-type plus vaste, à trois fenêtres par face latérale.